# Joseph Süss Oppenheimer
Pour les articles homonymes, voir Oppenheimer et Le Juif Süss.
Joseph Süss Oppenheimer est un juif de cour du XVIIIe siècle (1698 - 1738).
L'ascension sociale de Joseph Süss Oppenheimer est fulgurante et, à partir de 1733, atteint son apogée sous Charles-Alexandre, duc du Wurtemberg, dont il devient un conseiller influent, dont il restaure les finances et grâce auquel il
s'enrichit, s'attirant un ressentiment populaire. À la mort soudaine du duc en mars 1737, ses successeurs découvrent qu'il préparait un coup d'État afin d'abolir les privilèges du Parlement ; la régence fait alors arrêter tous ses collaborateurs, dont Joseph Süss Oppenheimer, qui est condamné à mort en décembre et supplicié spectaculairement devant 12 000 personnes, le 4 février 1738.
L’antisémitisme en a fait l'incarnation du Juif fourbe. Son personnage a été l'objet de nombreuses œuvres (romans, pièce de théatre, thèses d'histoire) et de deux adaptations cinématographiques intitulées Le Juif Süss, à savoir, 
une version anglaise antinazie de 1934, peu connue, et surtout l'œuvre de propagande antisémite du Troisième Reich de 1940.

## Biographie

### Jeunesse et premiers succès financier
Joseph Süss Oppenheimer est le fils de Michaela, fille du rabbin de Francfort, reconnue pour sa grande beauté, alors mariée au chantre et négociant Isaac Süss Oppenheimer, beaucoup plus âgé qu'elle. Il est souvent rapporté qu'il serait l'enfant naturel d'une relation adultérine avec le maréchal-lieutenant baron Georges de Heydersdorf.
Il va passer sa jeunesse à Heidelberg. Peu doué pour les études, scandalisant parfois la communauté juive par ses manquements à la Loi juive et en se déclarant libre penseur, il quitte la ville et part travailler dans la maison de commerce créée à Vienne par son oncle Samuel Oppenheimer (1630-1703). Ce dernier, homme de grande culture et d'ouverture d'esprit, appelé « l'empereur des Juifs » avait été banquier et fournisseur aux armées. Il avait été rappelé en 1673 par l'Empereur Léopold pour sauver l’Empire de l’invasion turque, seulement trois ans après le décret d’expulsion des Juifs de Vienne. Il avait alors prêté de fortes sommes à l'empereur et lancé la tradition des « Juifs de cour » qui allaient moderniser l’appareil financier de l’économie de l'Autriche et des États allemands. Il s'initie alors aux finances et à la fiscalité.
Mais Joseph Süss Oppenheimer ne va pas rester à Vienne, peut-être à cause d'une indélicatesse commise dans la maison de commerce. En 1720, il est coiffeur à Prague puis marchand ambulant à Bonn. Il va ainsi parcourir l'Allemagne quelques années. Faisant jouer son entregent et sa parenté avec Samuel Oppenheimer, il se lie avec la riche famille Thurn und Taxis qui dispose d'un monopole postal à Ratisbonne et dans une grande partie de l'Allemagne. Il travaille pour des maisons de commerce juives à Francfort, Amsterdam et Vienne. Il se fixe à la cour du Palatinat à la fin des années 1720 et obtient la concession du papier timbré qu'il revend avec profit puis il achète le monopole de frappe de monnaie pour le Landgraviat de Hesse-Darmstadt qu'il revend assez vite, de nouveau avec profit. Avec la fortune accumulée, il va alors devenir prêteur auprès de nombreux princes et prélats allemands, se remboursant alors en devenant collecteur d'impôts comme dans le Palatinat du Rhin ou en assurant le monopole de services publics,.

### Conseiller du prince du Wurtemberg
À l'été 1732, il rencontre dans la ville d'eaux de Bad Wildbad dans le Duché de Wurtemberg, le prince Charles-Alexandre de Wurtemberg-Winnental, 48 ans, héritier du trône du duché, et son épouse Marie-Auguste de Tour et Taxis. Le prince est alors sans État et sans richesse, vivant largement à crédit. Converti au catholicisme 20 ans plus tôt (alors que selon les principes de la Paix de Westphalie le Wurtemberg est une terre luthérienne), il a remporté à la tête des armées impériales des victoires contre les Turcs et lors de la guerre de succession d'Espagne. Il est devenu en 1731 l'héritier du duché à la suite du décès du fils unique de l'actuel duc Eberhard-Louis de Wurtemberg, qui est malade et âgé. Joseph Süss Oppenheimer saisit l'occasion et   promet de lui fournir les 12 000 soldats équipés que l'empereur exige pour conférer à Charles-Alexandre la charge du duché. Eberhard-Louis meurt l'année suivante en 1733 et Joseph Süss Oppenheimer devient conseiller pour les finances du nouveau duc, Charles-Alexandre.
Mais le duché est dans un mauvais état financier, après qu'Eberhard-Louis, en quarante ans de règne, en a largement délégué la gestion à des conseillers qui se sont enrichis. Les populations sont soumises à de forts impôts. Assemblées de prélats, états du duché, bourgeoisie des villes possèdent également le pouvoir de lever impôt et troupes et contrecarrent le pouvoir du nouveau duc. Süss va alors devenir un premier ministre de fait et aider le duc à fournir les troupes promises à l'empereur, faire rentrer l'argent et renforcer le pouvoir ducal. Il instaure le monopole ducal sur le commerce du sel, du cuir, de la fabrication des cartes à jouer, du tabac et des liqueurs, vend des charges publiques, crée de nouvelles amendes. Cette politique permet au duc d'augmenter considérablement ses finances et accroît sa confiance en son conseiller. Oppenheimer fonde une banque et une fabrique de porcelaine et s'enrichit énormément. Il s'octroie aussi une dîme sur chaque charge mise en vente et la gestion des biens des orphelins jusqu'à leur majorité, avec lesquels il spécule. Oppenheimer obtient aussi pour les Juifs des contrats de fournisseurs pour l'armée du Wurtemberg. Il dispose d'un privilège qui lui permet de résider hors du ghetto de Francfort, dans un luxueux hôtel particulier, le Cygne d'or à Francfort et mène grand train. Il entretient ostensiblement une maîtresse chrétienne. Son enrichissement et son influence lui valent bon nombre d'inimitiés ; il devient l'une des personnes les plus haïes du duché. En 1735, son hôtel particulier est pillé. Ses ennemis l'accusent d'avoir des intérêts dans les maisons de jeux du duché. Les rumeurs malveillantes et les accusations qui courent sur lui n'empêchent pas le duc d'en faire son conseiller privé pour les finances en 1736. Les nobles essaient de le discréditer en susurrant au duc qu'il lui revend des bijoux plus de trente fois leur prix d'achat.  Mais le duc a trop besoin de Süss, car outre les rentrées d'argent, il lui permet de placer des hommes sûrs dans les principales charges publiques, de monter un efficace réseau d'espionnage et d'affermir son pouvoir.
Sur le plan politique, le duc prépare un coup de force contre le Parlement et l’État pour abolir leurs privilèges, peut-être aussi pour convertir les habitants protestants au catholicisme. Oppenheimer, libre penseur et éloigné des questions religieuses, n'a semble-t-il joué aucun rôle dans ce projet se limitant probablement à aider le duc à préparer l'opération. Mais Charles-Alexandre meurt brutalement d'une embolie pulmonaire, le 12 mars 1737, avant la réalisation de son projet. Son héritier n'ayant que neuf ans, la régence est confiée à la comtesse douairière Marie-Auguste et à un cousin, le duc Charles-Rodolphe de Wurtemberg-Neuenstadt.

### La fin

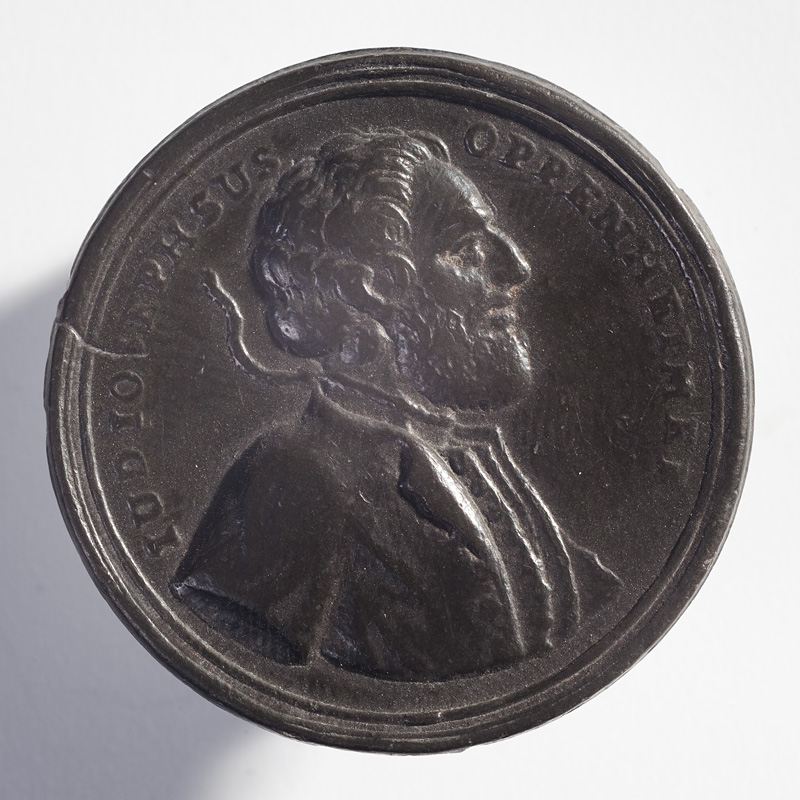
Pièce de monnaie représentant Joseph Oppenheimer « Jud Suss » avec sa corde de pendu (collection du Musée juif de Suisse).

Le Conseil de régence, qui découvre le coup de force en gestation, fait arrêter tous les collaborateurs du duc. Oppenheimer est arrêté à Francfort où il était parti mettre sa fortune à l'abri. Tous ses biens sont confisqués et son procès commence en décembre 1737, avec une longue liste de chefs d'accusation dont certains des plus improbables : pillage du duché, corruption, séduction de jeunes vierges chrétiennes, utilisation de magie noire pour envoûter le duc, etc. Bien qu'un rapport juridique indépendant ait affirmé que, « selon les lois de l'Empire allemand et du pays de Wurtemberg, on ne peut condamner l'accusé à mort », la peine capitale est signée par le régent Karl Rudolf. Il est donc condamné à mort le 13 décembre 1737 pour « haute trahison, vol, usurpations, escroquerie, violation des lois » et pendu le 4 février 1738 devant 12 000 personnes sur le plus haut échafaud d’Allemagne, dans une cage de fer. Selon la tradition, rapportée par les œuvres postérieures et largement fictionnelles (cf. plus bas), et donc à la fiabilité douteuse, ses derniers mots auraient été ceux du Shema Israel.

## Importance de Joseph Süss Oppenheimer
« Le Juif Süss » représente la figure emblématique de la dizaine de « juifs de cour » qui, au XVIIIe siècle, ont accédé aux sommets des petits états allemands. Son procès a un retentissement important dans toute l'Allemagne d'alors. De 1737 à 1739, les pamphlets contre le juif Süss sont nombreux. Il va alors représenter le symbole du juif comploteur et prévaricateur, acharné à la perte des chrétiens, caricature imputant alors aux seuls juifs une pratique d'enrichissement personnel des conseillers des princes alors largement répandue à l'époque. Cette image va se diffuser dans plusieurs romans jusqu'à la Seconde Guerre mondiale.
Wilhelm Hauff lui consacre une nouvelle en 1827. L’auteur a une vision protestante des événements et fait un portrait peu sympathique de Joseph Süss Oppenheimer, présenté comme un étranger aux mœurs dissolues.  Süss fait ensuite l'objet de nombreux romans de la communauté juive visant à le réhabiliter. Parmi les plus notables, il faut citer ceux du rabbin Marcus Lehmann en 1872 ou de l'écrivain Salomon Kohn en 1886. En 1874, l'historien Manfred Zimmermann lui consacre une thèse où il s'efforce de donner une image impartiale de Joseph Süss Oppenheimer. Lion Feuchtwanger, écrivain allemand d'origine juive, s'intéresse au personnage de Süss, connu déjà d'un grand nombre d'Allemands et écrit d'abord un drame en trois actes joué à Munich à partir d'octobre 1917, avant de développer cette histoire en un roman historique publié en 1925. Dans les années qui suivent, le roman de Feuchtwanger fait l'objet de deux adaptations théâtrales, l'une d'Ashley Dukes en 1929 qui obtient un grand succès à Londres et une autre de Paul Kornfeld en 1930 où Süss apparaît sous un jour favorable. En 1929, Selma Stern (de), historienne allemande du judaïsme, publie une biographie de Joseph Süss Oppenheimer. À l'avènement du nazisme, ce livre est brûlé lors des autodafés de 1933.
Le cinéma finit par s'intéresser lui aussi au personnage de Joseph Süss Oppenheimer. En 1934, le livre de Lion Feuchtwanger fait l'objet au Royaume-Uni d'une première adaptation cinématographique par Lothar Mendes avec comme vedette Conrad Veidt (deux allemands anti-nazi exilés en Angleterre). On y trouve une évocation de l'antisémitisme de l'Allemagne hitlérienne et une vibrante défense des Juifs[réf. nécessaire]. Ce film est interdit en Allemagne nazie, où Veit Harlan tourne dans les studios de Babelsberg une nouvelle version violemment antisémite qui sera un grand succès du cinéma nazi avec plus de vingt millions de spectateurs en Europe. Ce succès associe solidement à l'antisémitisme le titre Le Juif Süss et son personage. La charge violente du film lui  vaut d'être interdit à la Libération et pendant de nombreuses années en Europe. Le héros d'un autre film  (Norman), appelé Norman Oppenheimer, est également en partie inspiré de Joseph Süss Oppenheimer.